# Fernando Carrasco
Fernando Carrasco (Quirihue, 4 de diciembre de 1953) es un intérprete, compositor y profesor de música chileno con una amplia trayectoria musical. Es conocido por haber formado parte de diversas agrupaciones folclóricas tales como Barroco Andino, Huamarí y Dúo Coirón. Desde 2009 ha formado parte de Quilapayún, siendo el intérprete más nuevo de la banda. Fernando también tiene trabajos como solista.

## Carrera musical
Carrasco estudió en la Facultad de Artes de la Universidad de Chile, donde estudió con prestigiosos académicos, tales como Cirilo Vila, Juan Amenábar, Miguel Letelier, Andrés Alcalde y Rolando Cori.
En 1972 se integra al Dúo Coirón fundado por Valericio Leppe, agrupación en la que ya formaban parte Pedro Yáñez y Elidio López. Luego de que Yáñez y López dejasen la agrupación, en 1973 la banda vuelve a ser un dúo (inicialmente formada por Leppe y Yáñez), esta vez compuesta por Leppe y Carrasco. Sin embargo, ese mismo año el dúo queda disuelto producto del Golpe de Estado en Chile de 1973, que deriva en el exilio de Leppe en Europa. No obstante, en 1996 Leppe regresa a Chile, y contacta a Carrasco el año 2000 para terminar de regrabar el álbum Leyendas de la cocina que había quedado sin acabar antes del Golpe. El nuevo disco se lanza en 2002 bajo el nombre de Más allá de las palabras de manera independiente. El mismo año del lanzamiento del álbum el dúo se disuelve, falleciendo Leppe dos años más tarde.

## Discografía

### Con Huamarí
- 1971 - Chile y América
- 1972 - Oratorio de los trabajadores
- 1972 - El caracol / Canción con todos (sencillo)
- 1972 - Víctor Jara / La población

### Con Barroco Andino
- 1974 - Barroco Andino
- 1975 - Bach
- 1976 - In camera

### Con Cruz del Sur
- 1980 - Cruz del Sur

### Con Aranto
- 1987 - Como es duro este tiempo vamos a vivirlo con ganas
- 1997 - En lo humano lo divino
- 1998 - Chilenías de cielo y tierra
- 2004 - Canciones con memoria volumen 1 (en directo)
- 2005 - Canto de mi tierra

### Con A Cubierto
- Volumen 1 y 2 (en directo)

### Con Dúo Coirón
- 2002 - Más allá de las palabras

### Con Quilapayún
- 2009 - Solistas

- 2013 - Encuentros

### Colectivos
- 1994 - Música de este lado del sur, vol 1 (con Bagatela)
- 1995 - Música de este lado del sur, vol 2 (con Yo no sé)
- 1995 - Chile, raíz folclórica (Diez creadores de hoy) (con Bagatela)
- 1996 - Música de este lado del sur, vol 3 (con Guitarrosa y Lejanías)
- 2000 - Música chilena del siglo XX, volumen IV (con Leftraro)
- 2002 - Jóvenes intérpretes de música chilena (con Trihuela)